# František Listopad
František Listopad (właśc. Jiří Synek, w Portugalii znany pod imieniem Jorge Listopad, ur. 26 listopada 1921, zm. 1 października 2017) – czeski poeta, czeski i portugalski prozaik i tłumacz, czeski, francuski i portugalski reżyser teatralny i telewizyjny.

## Życiorys
W 1939 zdał maturę i zaczął pracować w wydawnictwie. Od 1941 uczestniczył w ruchu oporu. W 1945 zaczął studiować na Uniwersytecie Karola estetykę i naukę o literaturze. Jednocześnie redagował rubrykę kulturalną w dzienniku „Mladá fronta”. W 1947 wyjechał do Paryża jako redaktor pisma czechosłiowackiego ministerstwa informacji. Po komunistycznym przewrocie we Czechosłowacji w lutym 1948 został na emigracji. Początkowo imał się różnych zajęć, później został reżyserem w telewizji francuskiej. W 1959 przeniósł się do Portugalii., mieszkał w Porto, a potem w Lizbonie. W Portugalii wykładał na uczelniach wyższych, m.in. w Wyższej Szkole Teatralnej i Filmowej, której był rektorem. Był też dyrektorem jednej ze scen portugalskiego teatru narodowego. Po aksamitnej rewolucji reżyserował też w ojczyźnie, wykładał również (1992) w szkole teatralnej (JAMU) w Brnie.

## Twórczość
Listopad debiutował w 1939 radiową jednoaktówką oraz opowiadaniem drukowanym w piśmie „Národní listy”. Tuż po wojnie był czołowym członkiem literackiej grupy dynamoanarchistów. Debiutem książkowym Listopada był tom wierszy Sláva uřknuti (1945, Chwała urzeczenia). Potem wydał m.in. zbiory poetyckie Vzduch (1946, Powietrze), První věta (1946, Pierwsze zdanie), Malé lásky (1946, Małe miłości), Jarmark (1947), Svoboda a jiné ovoce (1956, Wolność inne owoce), Černý, bílý, nevím (1973, Czarny, biały, nie wiem), Final rondi (1992), Daleko blízko (1993, Daleko blisko), Oprava houslí a kytar (1996. Naprawa skrzypiec i gitar), Krleš (1998, Kyrie eleison), Příští poezie (2001, Przyszła poezja), Milostná stěhování (2001, Miłosna przeprowadzka), Rosa definitiva (2007). Wydał kilka tomów opowiadań i esejów po czesku i portugalsku. Pisał również dla czytelnika dziecięcego.

## Odznaczenia, nagrody i wyróżnienia
- Medal Za zasługi I stopnia (2001)
- Portugalskie nagrody państwowe w dziedzinie literatury i dramatu
- Nagroda Franza Kafki (2002)
- Prix de Rome
- Nagroda bolońska dla twórców literatury dla dzieci
- Nagroda Jaroslava Seiferta (2007)

## Recepcja polska
Kilka wierszy Listopada tłumaczył na polski Leszek Engelking, drukowała je „Literatura na Świecie”.

## Literatura
- Blanka Hemelíková, hasło Listopad, František, w: Slovník českých spisovatelů od roku 1945, red. Pavel Janoušek, t. 1, Praha 1995.